# Lithobius tidissimus
Lithobius tidissimus är en mångfotingart som först beskrevs av Chamberlin 1952.  Lithobius tidissimus ingår i släktet Lithobius och familjen stenkrypare.
Artens utbredningsområde är Nepal. Inga underarter finns listade i Catalogue of Life.